# 白宫 (中国)

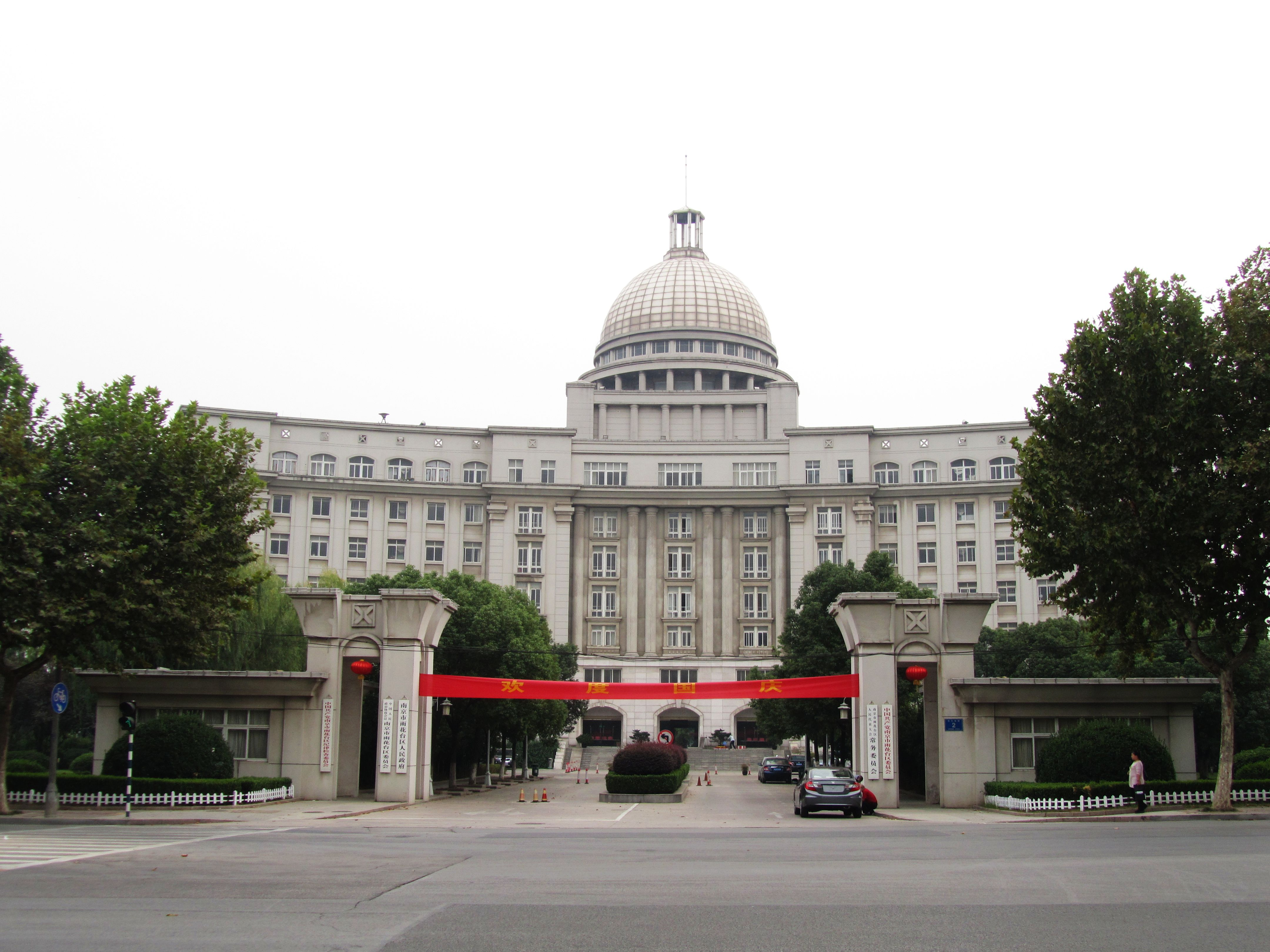
江苏省南京市雨花台区政府大楼，建筑外观类似美国国会大厦

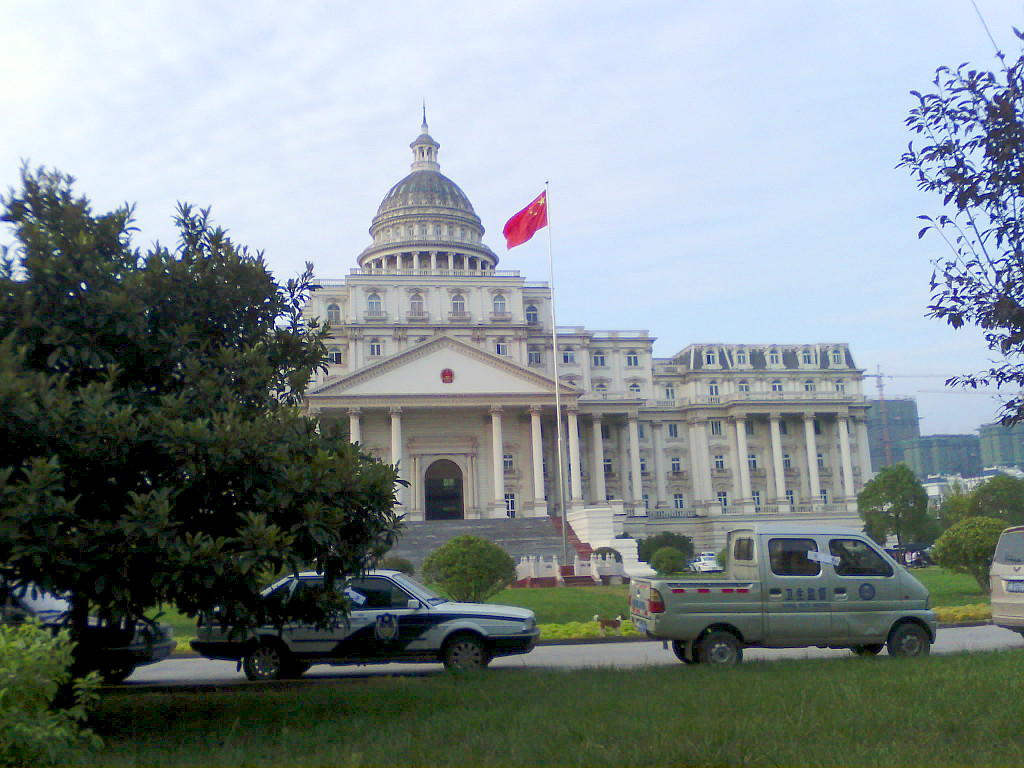
安徽省阜阳市颍泉区政府大楼，建筑外观亦形似美国国会大厦，参见阜阳“白宫”腐败群案

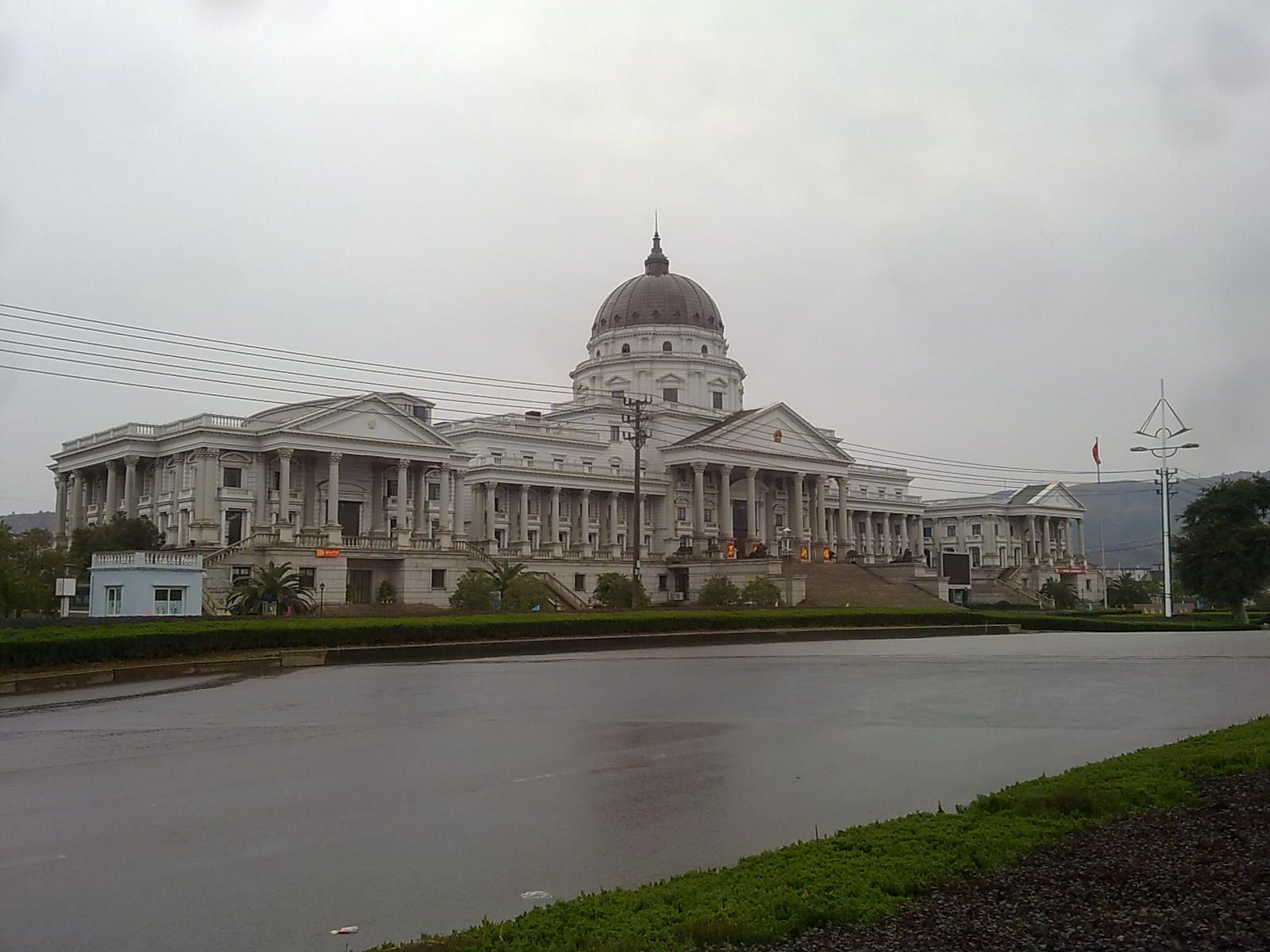
浙江省玉环市人民法院大楼。

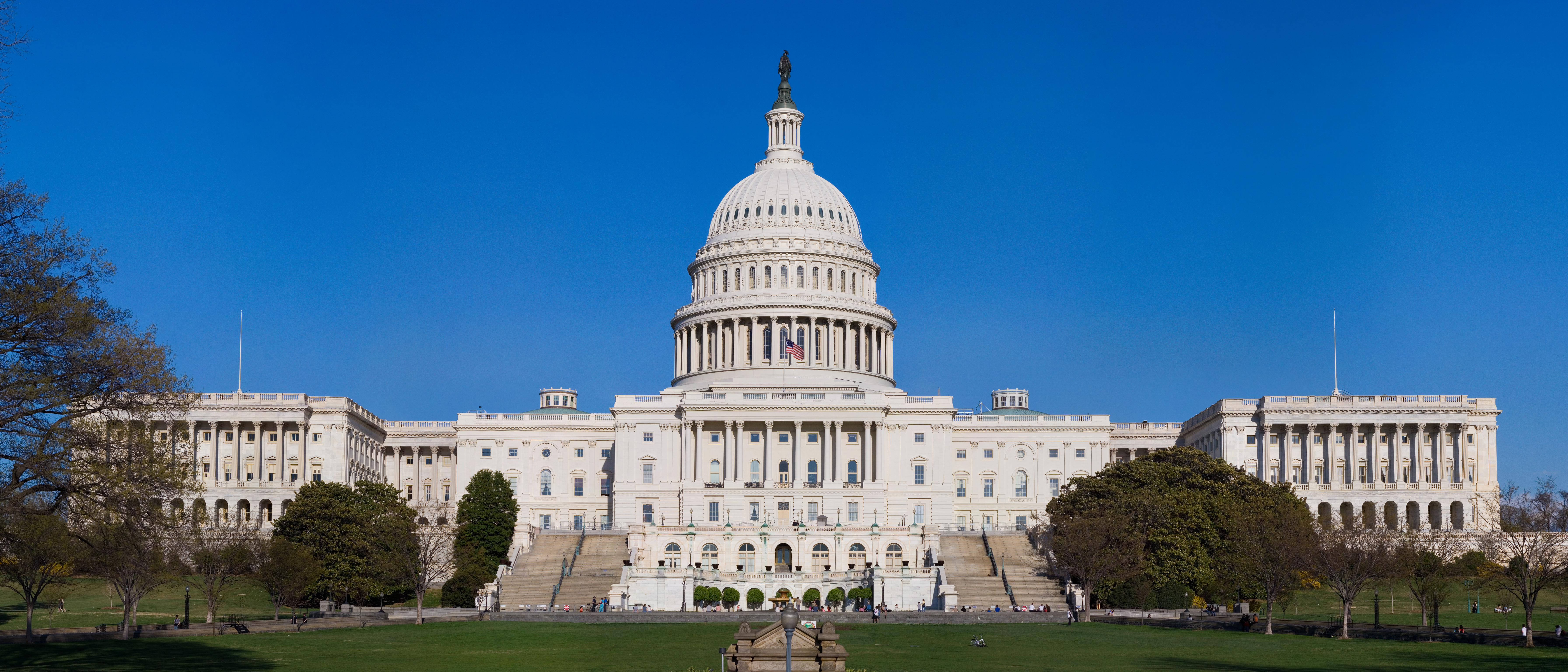
美国国会大厦

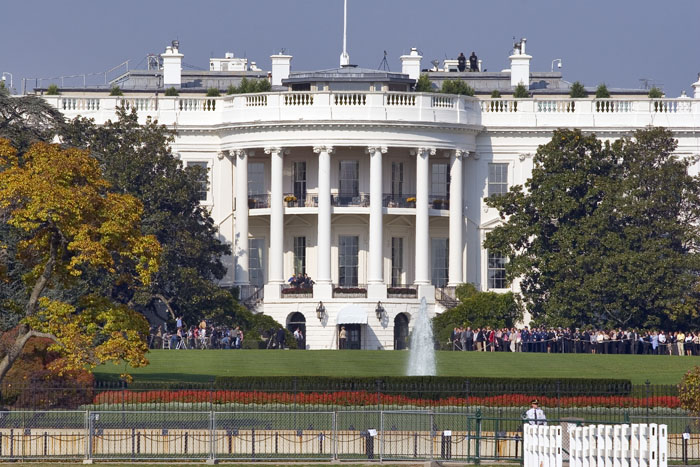
美国白宫

白宫在中华人民共和国境内，通常是指那些与美国国会大厦同为新古典主义风格的地方政府建筑。中国民众通常会称其为白宫，虽然这些建筑风格与美国国会大厦更为接近。
位于安徽省阜阳市颍泉区的颍泉区政府建筑——阜阳“白宫”是较为知名者。有报道认为，这座建筑“象征着当地领导干部的狂妄与贪婪”。而这座建筑物的造价，约占颍泉区全年财政收入的三分之一。

## 背景
在中国城市中，用以显示中国共产党和中国政府政绩的公共建筑中，很少是学校或医院。中国学校房屋所普遍存在的校舍安全问题，一直使中国政府受到外界指责。中央政府认为地方政府要为校舍安全负责，而现实中，则是奢侈的地方政府建筑与破旧校舍的对比。

## 相关
- 阜阳“白宫”腐败群案